# 18 avril
Pour les articles homonymes, voir Dix-Huit-Avril.
18 mars 18 mai
Chronologies thématiques
- Croisades
- Ferroviaires
- Sports
- Disney
- Anarchisme
- Catholicisme

Abréviations / Voir aussi
- (° 1852) = né en 1852
- († 1885) = mort en 1885
- a.s. = calendrier julien
- n.s. = calendrier grégorien
- Calendrier
- Calendrier perpétuel
- Liste de calendriers
- Naissances du jour

Le 18 avril est le 108e jour, moins souvent le 109e, de l'année du calendrier grégorien ; il en reste ensuite 257.
Son équivalent était généralement le 29e jour du mois de germinal dans le calendrier républicain ou révolutionnaire français, officiellement dénommé jour de la myrtille.

## Événements

### VIIIesiècle
- 796 : Æthelred Ier de Northumbrie (entre actuels nord de l'Angleterre et sud de l'Écosse) est assassiné par les ealdormen, Osbald devient brièvement roi.

### XIesiècle
- 1025 : Boleslas Ier le Vaillant est couronné roi de Pologne.

### XIVesiècle
- 1349 : Jacques III, dernier roi indépendant de Majorque, destitué en 1344, revend la ville de Montpellier à la France.

### XVesiècle
- 1428 : paix de Ferrare entre la république de Venise, le duché de Milan, la république de Florence et la maison de Gonzague : fin de la deuxième campagne des guerres de Lombardie combattue jusqu'à la paix de Lodi  en 1454, qui garantira alors les conditions du développement de la Renaissance italienne.

### XVIesiècle
- 1518 : Bona Sforza épouse Sigismond Ier, roi de Pologne et grand-duc de Lituanie et devient reine de Pologne et grande-duchesse de Lituanie.

### XVIIesiècle
- 1689 : révolte de Boston contre le gouverneur Edmund Andros.

### XVIIIesiècle
- 1738 : fondation de l'Académie royale d'histoire de l'Institut d'Espagne.
- 1797 : bataille de Neuwied, pendant les guerres de la Révolution, les forces françaises de la République, menées par le général Hoche, battent les troupes autrichiennes.

### XIXesiècle
- 1828 : le général José María Pérez de Urdininea prend le pouvoir, et devient le troisième président de la république de Bolivie.
- 1831 : bataille de Kazimierz Dolny, dans le prolongement de l’insurrection de novembre 1830.
- 1847 : victoire de Winfield Scott, à la bataille de Cerro Gordo, pendant la guerre américano-mexicaine.
- 1864 : victoire de Frédéric-Charles de Prusse, à la bataille de Dybbøl, pendant la guerre des Duchés.

### XXesiècle
- 1906 : un important séisme, de magnitude estimée à 8,5, et des incendies qui en résultent, font plus de 3 000 victimes aux États-Unis, particulièrement à San Francisco et en Californie.
- 1915 : l'aviateur Roland Garros, contraint d'atterrir sur le territoire allemand, est fait prisonnier de guerre.
- 1916 : guerre blanche sur le front italien : lors d'une guerre des mines en haute altitude sur les Dolomites, les troupes italiennes conquièrent le Col di Lana tenu par l'armée autrichienne.
- 1917 : Le Corps d'armée italien en France part d'Italie pour le front de l'Ouest: il se distinguera lors de la Bataille de l'Aisne (1918) et de la bataille de la Marne, à Bligny et sur le secteur Courmas - Bois du Petit Champ, où il sera considérablement contribuer à stopper l'offensive allemande sur Épernay, visant à déborder Reims.
- 1918 : condamnation du tirailleur Cheikou Cissé à la peine de déportation perpétuelle par le conseil de guerre de Dakar, qui invoque la sûreté de l'État. Cissé meurt en 1933 dans le bagne de Nouvelle-Calédonie, y étant le dernier détenu.
- 1925 : fondation d'une Union internationale des radioamateurs.
- 1942 : 
  - raid de Doolittle, premier bombardement du Japon par les forces armées des États-Unis, durant les campagnes du Pacifique du second conflit mondial.
  - Pierre Laval est de nouveau nommé chef du gouvernement, du régime de Vichy.
- 1943 : lors de l'Opération Vengeance, l'amiral Isoroku Yamamoto est tué.
- 1945 : Résistance en Italie pendant la Seconde Guerre mondiale. À Turin, malgré les drastiques mesures répressives adoptées par les nazis-fascistes, une grande grève pré-insurrectionnelle commence.
- 1947 : 
  - la Royal Navy fait sauter 6 700 tonnes de surplus de munitions pour détruire les installations militaires d'Heligoland en Allemagne.
  - Résolution no 23 du Conseil de sécurité des Nations unies, relative à la question grecque.
- 1949 : par la loi sur la république d'Irlande de 1948, une majeure partie de l'Irlande devient une république et quitte le Commonwealth, faisant aujourd'hui partie de la zone euro de l'Union européenne, contrairement à l'ancien occupant britannique voisin.
- 1951 : le traité de Paris institue la CECA (Communauté européenne du charbon et de l'acier).
- 1954 :
  - au Cambodge, Penn Nouth est nommé Premier ministre.
  - Gamal Abdel Nasser prend le pouvoir en Égypte.
- 1955 : ouverture de la conférence de Bandung.
- 1980 : Canaan Sodindo Banana devient le premier président de la république du Zimbabwe (jusqu'alors Rhodésie du Sud).
- 1983 : attaque contre l'ambassade américaine à Beyrouth (Liban), revendiquée par le Hezbollah sous le nom de Jihad islamique.
- 1985 : élection de Jean Hamburger à l’Académie française.
- 1988 : bataille des plates-formes pétrolières Sassan et Sirri livrée dans le golfe Persique entre l'US Navy et la marine iranienne.
- 1996 : bombardement de Cana par l'aviation israélienne, au cours de l'opération dite Raisins de la colère, au Liban du Sud, faisant cent-six morts.

### XXIesiècle
- 2020
  - Nigeria : Attaques dans cinq villages de l'État de Katsina.
- 2021 :
  - au Cap-Vert, les élections législatives se tiennent afin d'élire les 72 députés de la Xe législature de l'Assemblée nationale. C'est le Mouvement pour la démocratie qui remporte le scrutin[1].
  - Création d'une Superligue européenne de football, par Florentiono Perez et 12 grands clubs européens : italien, anglais et espagnol  -  français et allemand [qui n'accepte pas de participer à cette compétition] qui est censé concurrencer la Ligue des Champions. Ce projet crée une vague déferlante de polémique dans le monde du football. Le projet est suspendu le 21 avril à la suite du retrait de plusieurs clubs participants.

## Arts, culture et religion
- 1506 : le pape Jules II fait poser la première pierre de la basilique Saint-Pierre de Rome.Jeanne d'Arc au siège d'Orléans

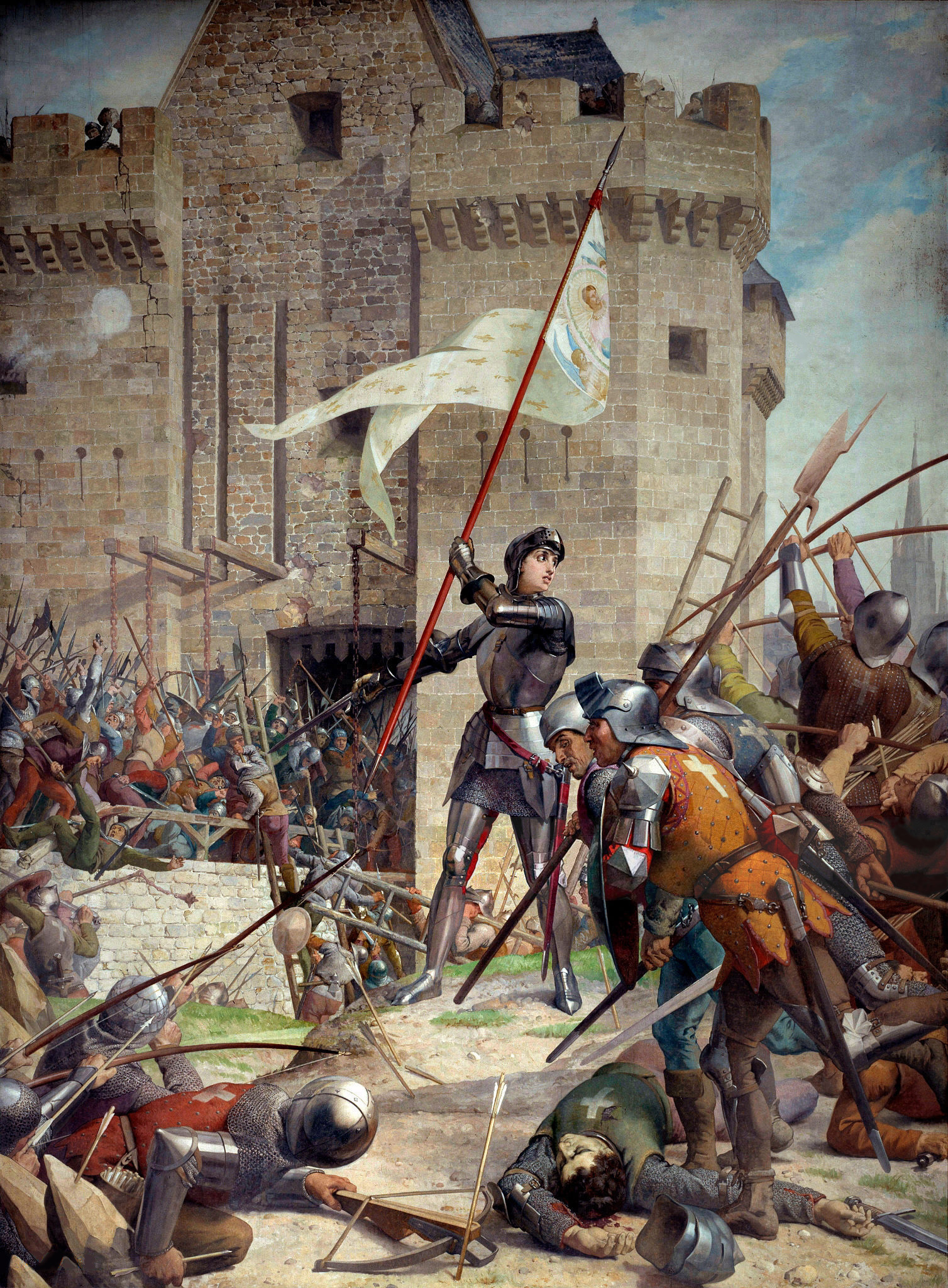
Jeanne d'Arc au siège d'Orléans

- 1676 : baptême de Kateri Tekakwitha.
- 1857 : Allan Kardec publie Le Livre des Esprits, ouvrage fondateur du spiritisme.
- 1909 : béatification de Jeanne d'Arc.
- 2005 : ouverture du conclave de 2005, à la suite de la mort du pape Jean-Paul II. La fameuse fumée blanche affichera une nouvelle mine de pape dès le lendemain 19 avril.

## Sciences et techniques
- 2023 : 
  - le fonctionnement de l'un des cycles de 819 jours du calendrier maya est expliqué à l'aide des périodes synodiques de cinq planètes du système solaire par deux chercheurs de l'université de Cambridge[2].
  - L’épave du SS Montevideo Maru, un navire japonais coulé par les États-Unis pendant la Seconde Guerre mondiale avec plus de 1 000 ressortissants australiens captifs à bord, est découverte en mer de Chine méridionale[3].

## Économie et société
- 1904 : le premier numéro de L'Humanité fondé par Jean Jaurès sort dans les kiosques.
- 1934 : lancement de la traction avant Citroën à Paris, sa nomenclature officielle au lancement est Citroën 7.
- 1956 : mariage civil de Grace Kelly et du prince Rainier, dans la salle du trône du palais de Monaco. Cérémonie religieuse le lendemain 19 avril.
- 1973 : fondé sous l'égide de Jean-Paul Sartre, le premier numéro de Libération paraît.
- 2015 : le voyage inaugural transatlantique de la réplique du navire "L'Hermione" part de l'île d'Aix pour accoster à Yorktown en juin suivant[4].
- 2020 : début de la tuerie à la chaîne qui se produit dans plusieurs localités de Nouvelle-Écosse au Canada[5].
- 2021 : en Afrique du Sud, un incendie sur la montagne de la Table, au Cap, détruit plusieurs monuments historiques[6].
- 2023 : aux États-Unis, Dominion Voting Systems accepte un règlement de 787 millions de dollars dans le cadre de sa poursuite contre Fox News pour diffamation lors de l’élection présidentielle américaine de 2020[7].

## Naissances

### XVesiècle
- 1446 : Ippolita Maria Sforza, duchesse de Calabre († 20 août 1484).
- 1480 : Lucrèce Borgia, fille naturelle du pape Alexandre VI († 24 juin 1519).

### XVIesiècle
- 1503 : Henri II de Navarre, roi de Navarre († 25 mai 1555).
- 1590 : Ahmet Ier, 14e sultan de l'Empire ottoman († 22 novembre 1617).

### XVIIesiècle
- 1666 : Jean-Féry Rebel, violoniste et compositeur français de musique baroque († 2 janvier 1747).

### XVIIIesiècle
- 1772 : David Ricardo, économiste et philosophe britannique († 11 septembre 1823).
- 1773 : Giuseppina Grassini, chanteuse d'opéra italienne († 3 janvier 1850).
- 1782 : Georg August Goldfuss, paléontologue et zoologue allemand († 2 octobre 1848).

### XIXesiècle
- 1813 : Franz Ittenbach, peintre religieux allemand († 1er décembre 1879).
- 1817 : George Henry Lewes, philosophe et critique littéraire britannique († 30 novembre 1878).
- 1819 : Franz von Suppé, compositeur et chef d'orchestre autrichien († 21 mai 1895).
- 1827 : Léon Belly, peintre français († 24 mars 1877).
- 1828 : Octave Gréard, pédagogue et universitaire français († 25 avril 1904).
- 1832 : Martin Léonce Chabry, peintre français († 19 juillet 1882).
- 1838 : Paul-Émile Lecoq de Boisbaudran, chimiste français († 28 mai 1912).
- 1841 : Émile Taillebois, archéologue et numismate français (†25 août 1892).
- 1861 : Édouard d'Anhalt, duc régnant d'Anhalt en 1918 († 13 septembre 1918).
- 1874 : Paul Mascart, peintre français († 18 novembre 1958).
- 1882 : Leopold Stokowski, chef d'orchestre britannique naturalisé américain († 13 septembre 1977).
- 1884 : Ludwig Meidner, peintre et graveur allemand († 14 mai 1966).
- 1893 : Violette Morris, championne sportive française polyvalente, détentrice de plusieurs records du monde, peut-être espionne et collaboratrice de la Gestapo († 26 avril 1944).
- 1896 : 
  - Na Hye-sok, écrivain et poète, philosophe, artiste de Corée († 10 décembre 1948).
  - Zdeněk Chalabala, chef d'orchestre tchécoslovaque († 4 mars 1962).
- 1897 : 
  - Ardito Desio, explorateur, alpiniste et géologue italien († 12 décembre 2001).
  - Per-Erik Hedlund, skieur norvégien († 12 février 1975).
  - Cheuvkat Mammadova, chanteuse d'opéra russe, azerbaïdjanaise puis soviétique († 8 juin 1981).

### XXesiècle
- 1901 : Alexandre Alexeïeff, graveur et cinéaste français, inventeur de l'écran d'épingles en cinéma d'animation († 9 août 1982).
- 1902 : 
  - Henri Lafleur, homme politique français († 13 octobre 1974).
  - Charles Juchault des Jamonières, tireur sportif français, médaillé olympique († 16 août 1970).
- 1905 : Albert Simonin, écrivain et scénariste français († 15 février 1980).
- 1907 : 
  - Miklós Rózsa, compositeur américain († 27 juillet 1995).
  - André Thirion, écrivain français († 4 janvier 2001).
- 1910 : 
  - Suraya Qadjar, chanteuse soviétique azerbaïdjanaise († 27 juillet 1992).
  - Nafissa Sid Cara, femme politique française première musulmane d'un gouvernement de son pays († 1er janvier 2002).
- 1911 : Alfred Hayes, scénariste, poète et écrivain britannique († 14 août 1985).
- 1914 : Claire Martin, écrivaine québécoise († 18 juin 2014).
- 1917 : Frederika de Hanovre, reine des Hellènes et princesse de Danemark († 6 février 1981).
- 1918 : 
  - Gabriel Axel, réalisateur, scénariste, acteur et producteur danois († 9 février 2014).
  - Tony Mottola, guitariste et gestionnaire américain († 9 août 2004).
- 1921 : 
  - Jean Richard, comédien français († 12 décembre 2001).
  - Noémi Sinclair-Kharbine, comédienne, journaliste, écrivaine et  peintre rescapée des persécutions nazies († 23 juillet 2022).
- 1922 : Barbara Hale, actrice américaine († 26 janvier 2017).
- 1924 : Maurice Vidalin, auteur et parolier français († 10 octobre 1986).
- 1927 :
  - Samuel Huntington, spécialiste de science politique américain († 24 décembre 2008).
  - Oreste Lionello, acteur et doubleur italien († 19 février 2009).
  - Tadeusz Mazowiecki, écrivain, journaliste et homme d'État polonais, premier ministre de 1989 à 1991 († 28 octobre 2013).
  - Charles Pasqua, homme politique français († 29 juin 2015).
- 1928 : Howard Becker, sociologue américain († 16 août 2023).
- 1929 : Mario Francesco Pompedda, cardinal italien, préfet émérite du Tribunal suprême de la Signature apostolique († 18 octobre 2006).
- 1932 : Nadine de Rothschild née Lhopitalier, baronne française autrice d'ouvrages de savoir-vivre.
- 1934 : James Drury (James Child Drury dit), acteur américain, par exemple dans le rôle-titre de la série western "Le Virginien" († 6 avril 2020).
- 1940 : Mike Vickers (en), musicien britannique du groupe Manfred Mann.
- 1941 : Michael D. Higgins, homme politique irlandais.
- 1942 : 
  - Steve Blass (en), lanceur de baseball américain.
  - Jochen Rindt, pilote automobile autrichien († 5 septembre 1970).
- 1945 : Bernard Arcand, anthropologue et enseignant universitaire québécois († 30 janvier 2009).
- 1946 :
  - Jean-François Balmer, acteur suisse.
  - Hayley Mills, actrice et chanteuse britannique.
  - Skip Spence, musicien, chanteur et compositeur américain d’origine canadienne du groupe Jefferson Airplane († 16 avril 1999).
- 1947 : James Woods, acteur américain.James Woods lors des Emmy Awards de 1995
- 1948 :

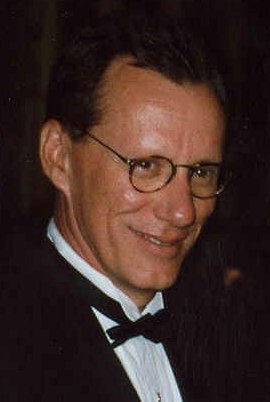
James Woods lors des Emmy Awards de 1995

  - Pasquale Costanzo, professeur italien de droit constitutionnel.
  - Régis Wargnier, réalisateur français.
- 1949 :
  - Jean-François Lépine, journaliste et animateur de télévision canadien.
  - Michaël Levinas, compositeur et pianiste français.
- 1950 : 
  - Pierre D. Lacroix, illustrateur québécois de science-fiction et de fantastique, écrivain nouvelliste et auteur-compositeur-interprète guitariste.
  - Kenny Ortega, réalisateur, chorégraphe et producteur américain.
  - Vladimir Kaminski, coureur cycliste soviétique, champion olympique.
- 1951 : 
  - Andrée Cousineau, actrice québécoise.
  - Pierre Pettigrew, homme politique canadien.
- 1953 :
  - Dominique D'Onofrio, entraîneur de football († 12 février 2016).
  - Bernt Johansson, coureur cycliste suédois, champion olympique.
  - Rick Moranis, acteur canadien.
- 1954 : Viktor Mazin, haltérophile kazakh, champion olympique.
- 1956 :
  - Michael Deeks, comédien britannique.
  - John James, acteur américain.
  - Eric Roberts, acteur américain et frère de Julia Roberts.
  - Melody Thomas Scott, actrice américaine.
  - Francky Vincent, chanteur de zouk français.
- 1957 : Koffi Gbeglo, espérantiste togolais.
- 1958 : Laurent Baffie, humoriste français.
- 1960 : J. Christopher Stevens, diplomate américain († 11 septembre 2012).
- 1961 :
  - Élisabeth Borne, haute fonctionnaire française, Première ministre de la France de 2022 à 2024.
  - Jane Leeves, actrice anglaise.
- 1963 :
  - Mike Mangini, musicien américain, batteur du groupe Dream Theater.
  - Eric McCormack, acteur, producteur, réalisateur et scénariste américano-canadien.
  - Peter Van Loan, homme politique canadien.
- 1964 :
  - Rithy Panh, cinéaste franco-cambodgien.
  - Zazie (Isabelle de Truchis de Varenne dite), chanteuse française.
  - Paul Gonzales, boxeur américain, champion olympique.
  - Maria Mazina, épéiste russe, championne olympique.
- 1966 : 
  - Valeri Kamenski, joueur de hockey sur glace russe.
  - Trine Hattestad, athlète norvégienne, championne olympique du lancer du javelot.
- 1967 : Maria Bello, actrice américaine.
- 1969 : Robert Změlík, décathlonien tchèque champion olympique.
- 1970 : 
  - François Leroux, joueur de hockey sur glace québécois.
  - Heike Friedrich, nageuse est-allemande, championne olympique.
  - Kim Kyung-wook, archère sud-coréenne, double championne olympique.
- 1971 :
  - Oleg Petrov, joueur de hockey sur glace russe.
  - David Tennant (David John McDonald dit), acteur écossais.
- 1972 : Eli Roth, réalisateur, acteur américain.
- 1973 : 
  - Arnaud Beltrame, officier supérieur héroïque de la gendarmerie française († 24 mars 2018).
  - Derrick Brooks, joueur de football américain.
  - Haile Gebrselassie, coureur de fond éthiopien double champion olympique.
- 1974 :
  - Olivier Besancenot, homme politique français.
  - « El Califa » (José Pacheco Rodríguez dit), matador espagnol.
  - Alex Thomson, skipper britannique.
  - Mark Tremonti, guitariste et auteur-compositeur américain du groupe Creed.
  - Edgar Wright, réalisateur et scénariste britannique.
- 1975 :
  - Anna Auziņa, peintre et poète lettonne.
  - Francien Huurman, joueuse néerlandaise de volley-ball.
  - Oliver Kraas, fondeur sud-africain.
  - Frédéric Née, footballeur français.
  - Selena Worsley, joueuse australienne de rugby à XV.
- 1976 : Melissa Joan Hart, actrice américaine.
- 1978 : Amanda Sthers, auteure de romans, pièces de théâtre, sketches et chansons, et scénariste française.
- 1979 :
  - Majid Berhila, humoriste et comédien français.
  - Michael Bradley, basketteur américain.
  - Kourtney Kardashian, productrice et actrice américaine.
  - Karl Wolf, chanteur et compositeur canado-libanais.
- 1981 :
  - Derrick Obasohan, basketteur américano-nigérian.
  - Maxim Iglinskiy, coureur cycliste kazakh.
- 1982 :
  - Scott Hartnell, joueur de hockey sur glace canadien.
  - Marie-Élaine Thibert, chanteuse québécoise.
- 1983 :
  - Miguel Cabrera, joueur de baseball vénézuélien.
  - François Clerc, footballeur français.
- 1984 : America Ferrera, actrice américaine.
- 1985 : Łukasz Fabiański, footballeur polonais.
- 1986 : Taylor Griffin, basketteur américain.
- 1987 :
  - Rosie Huntington-Whiteley, actrice britannique.
  - Anthony Roux, coureur cycliste français.
- 1988 :
  - Ons Ben Messaoud, judokate tunisienne.
  - Karol-Ann Canuel, coureuse cycliste canadienne.
  - Wolfgang Kindl, lugeur autrichien.
- 1990 :
  - Henderson Álvarez, joueur de baseball vénézuélien.
  - William Deslauriers, chanteur québécois.
  - Britt Robertson, actrice américaine.
  - Wojciech Szczęsny, footballeur polonais.
- 1991 : Marvin O'Connor, joueur de rugby français.
- 1992 : Stephen Johns, défenseur de hockey sur glace américain.
- 1994 : Moisés Arias, acteur américain.
- 1996 : 
  - Ski Mask The Slump God (Stokeley Clevon Goulbourne dit), rappeur américain.
  - Daniil Doubov, joueur d'échecs russe.
- 1997 :
  - Matthias Blübaum, jouer d'échecs allemand.
  - Donny van de Beek, footballeur international néerlandais.
- 1999 : Michael Andrew, nageur américain.

## Décès

### IIesiècle
- 121 : Caloger(o) de Brescia (it), militaire romain martyrisé en Ligurie (Italie) voire Sicile (ibid.) sous l'empereur Hadrien et à ce titre devenu saint ci-après.

### VIIIesiècle
- 796 : Æthelred Ier, roi de Northumbrie par deux fois, assassiné comme supra (° inconnue).

### IXesiècle
- 850 : Parfait de Cordoue, prêtre chrétien de Cordoue, en Espagne, décapité par des musulmans (° inconnue).

### Xesiècle
- 963 : Étienne Lécapène, co-empereur de Constantinople (° 910).

### XIIesiècle
- 1161 : Thibaut du Bec, archevêque de Canterbury (° 1090).

### XVIesiècle
- 1552 : John Leland, poète et antiquaire anglais (° 13 septembre 1506).
- 1556 : Luigi Alamanni, poète italien (° 6 mars 1495).
- 1558 : Roxelane, épouse de Soliman le Magnifique (° 1500).
- 1587 : John Foxe, ecclésiastique et théologien anglais (° 1516-1517).

### XVIIesiècle
- 1608 : Jacques Christophe Blarer de Wartensee, prince-évêque de Bâle de 1575 à 1608 (° 11 mai 1542).
- 1674 : John Graunt, démographe et statisticien anglais (° 24 avril 1620).
- 1689 : George Jeffreys, membre du Conseil privé anglais (° 15 mai 1645).
- 1690 : Charles V de Lorraine, duc de Lorraine (° 3 avril 1643)

### XVIIIesiècle
- 1732 : Louis Feuillée, explorateur, botaniste, géographe et astronome français (° 15 août 1660).
- 1763 : Marie-Josephte Corriveau dite la Corriveau, meurtrière canadienne, pendue à Québec pour le meurtre de son second époux (° 1733).
- 1794 : Charles Pratt, avocat et juge britannique (° 1714).

### XIXesiècle
- 1802 : Erasmus Darwin, botaniste et physicien britannique (° 12 décembre 1731).
- 1803 : Louis François Antoine Arbogast, mathématicien français (° 4 octobre 1759).
- 1865 : Jean-Marie Léon Dufour, médecin et naturaliste français (° 11 avril 1780).
- 1866 : Luca Passi, prêtre catholique italien, fondateur de la Société de Sainte Dorothée, béatifié en 2013 (° 22 janvier 1789).
- 1873 : Justus von Liebig, chimiste allemand (° 12 mai 1803).
- 1883 : Édouard Roche, astronome français (° 17 octobre 1820).
- 1886 : 
  - Adolphe Blanchard, avocat et homme politique français (° 22 février 1811).
  - David Thompson, homme politique canadien (° 7 décembre 1836).
- 1891 : Félix Antoine Appert, militaire et diplomate français de XIXe siècle, général de corps d'armée (° 12 juin 1817).
- 1898 : Gustave Moreau, peintre, graveur et dessinateur français (° 6 avril 1826).

### XXesiècle

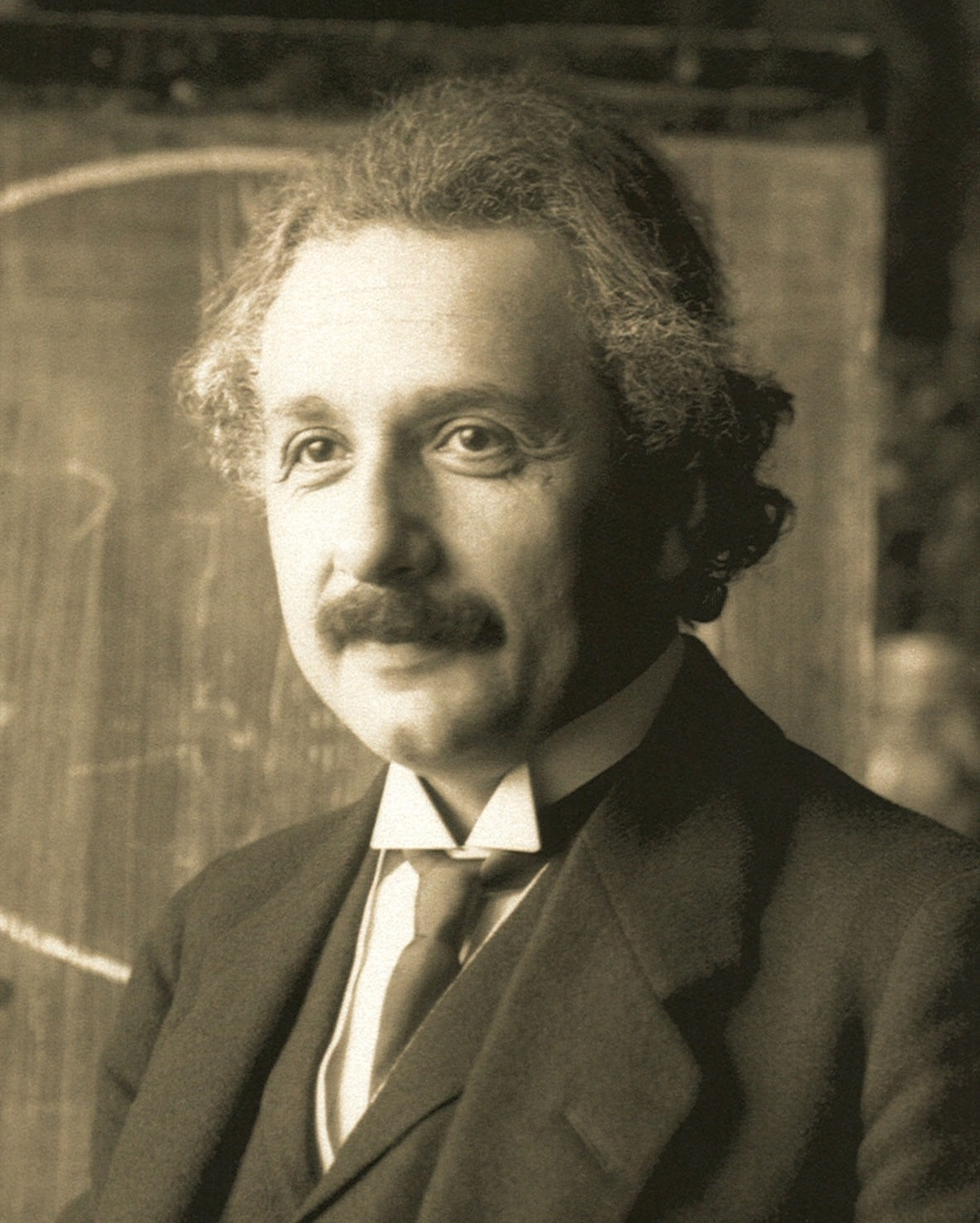
Albert Einstein en 1921

- 1913 : Jean Besselère, religieux catholique, journaliste et historien local français.
- 1917 : Moritz von Bissing, aristocrate prussien et général de la Première Guerre mondiale (° 30 janvier 1844).
- 1935 : Panaït Istrati, écrivain roumain francophone (° 10 août 1884).
- 1936 : Ottorino Respighi, compositeur italien (° 9 juillet 1879).
- 1943 : Isoroku Yamamoto, amiral japonais (° 4 avril 1884).
- 1945 : John Ambrose Fleming, physicien et inventeur britannique (° 29 novembre 1849).
- 1947 : Jozef Tiso, personnalité politique slovaque (° 13 octobre 1887).
- 1949 : Leonard Bloomfield, linguiste américain (° 1er avril 1887).
- 1955 :
  - Robert William Boyle, physicien canadien (° 2 avril 1883).
  - Albert Einstein, physicien allemand, puis américano-suisse, prix Nobel de physique 1921 (° 14 mars 1879).
- 1958 : 
  - Maurice Gamelin, officier français (° 20 septembre 1872).
  - Louise d'Orléans, princesse des Deux-Siciles, mère de la Comtesse de Barcelone, grand-mère maternelle du roi d'Espagne Juan Carlos (° 24 février 1882).
- 1964 : Ben Hecht, scénariste américain (° 28 février 1894).
- 1974 : Marcel Pagnol, écrivain, cinéaste et académicien français (° 28 février 1895).
- 1986 : Antonio Lauro, guitariste vénézuélien (° 3 août 1917).
- 1988 : Pierre Desproges, humoriste français (° 9 mai 1939).
- 1990 : Frédéric Rossif, documentaliste français (° 16 février 1922).
- 1991 : Martin Hannett, ingénieur du son britannique (° 31 mai 1948).
- 1995 :
  - Arturo Frondizi, homme d’État argentin, président d'Argentine de 1958 à 1962 (° 28 octobre 1908).
  - Estelle Satabin, infirmière humanitaire française (° 19 janvier 1949).
- 1996 : Bernard Edwards, bassiste américain (° 31 octobre 1952).
- 2000 : Garcimore (José Garcia Moreno dit), prestidigitateur et homme de télévision français (° 16 novembre 1940).

### XXIesiècle
- 2002 : Thor Heyerdahl, aventurier norvégien (° 6 octobre 1914).
- 2003 :
  - Edgar Frank Codd, informaticien britannique (° 23 août 1923).
  - Jean Drucker, homme d'affaires français, P-DG du Groupe M6 - Métropole Télévision de 1987 à 2003 (° 12 août 1941).
- 2004 : Ratu Sir Kamisese Mara, homme politique fidjien, président des Fidji de 1993 à 2000 (° 6 mai 1920).
- 2006 : Mercedes Palomino, actrice québécoise d’origine espagnole, cofondatrice du théâtre du Rideau Vert (° 2 février 1913).
- 2007 : Itchō Itō, homme politique japonais, maire de Nagasaki de 1995 à 2007 (° 23 août 1945).
- 2009 : Stephanie Parker, actrice galloise (° 29 mars 1987).
- 2012 : Dick Clark, animateur de télévision américain (° 30 novembre 1929).
- 2013 :
  - Pierre Drai, magistrat français (° 3 juillet 1926).
  - Storm Thorgerson, photographe, réalisateur et graphiste anglais (° 28 février 1944).
- 2018 : 
  - Jean Flori, historien français (°7 avril 1936).
  - Bruno Sammartino, catcheur italien (° 6 octobre 1935)
  - Joël Santoni, réalisateur et scénariste français (° 5 novembre 1943)
  - Willibald Sauerländer, historien de l'art allemand (° 29 février 1924).
  - Henk Schouten, footballeur néerlandais (° 16 avril 1932).
  - Dale Winton, animateur de radio et de télévision britannique (° 22 mai 1955).
- 2019 : 
  - Lyra McKee, journaliste et militante LGBT britannique (° 31 mars 1990).
  - Lorraine Warren, médium et écrivaine américaine (° 31 janvier 1927).
  - Siegmar Wätzlich, footballeur est-allemand puis allemand (° 16 novembre 1947).
- 2020 : 
  - Albert Côté, ingénieur forestier et homme politique québécois (° 19 janvier 1927).
  - Amparo Dávila, poétesse et femme de lettres mexicaine (° 21 février 1928).
  - Bob Lazier, pilote automobile américain (° 22 décembre 1938).
  - Paul O'Neill, homme politique américain (° 4 décembre 1935).
  - Jacques Rosny, acteur français (° 25 mars 1939).
  - Claude Silberzahn, haut-fonctionnaire français (° 18 mars 1935).
  - Lucien Szpiro, mathématicien français (° 23 décembre 1941).
- 2022 : 
  - Lidiya Alfeyeva.
  - Harrison Birtwistle.
- 2023 : 
  - Stephan Cohen, joueur de billard français (° 14 août 1971).
  - Bernard Davoine, homme politique français (° 15 janvier 1941).
  - Azzedine Guellouz, intellectuel tunisien (° 12 avril 1932).
  - Harold Riley, peintre, graveur et lithographe britannique (° 21 décembre 1934).
  - Charles Stanley, pasteur baptiste américain (° 25 septembre 1932).
  - April Stevens, chanteuse américaine (° 29 avril 1929).

## Célébrations

### Internationale
- Journée internationale des monuments et des sites[8] proposée par l'ICOMOS depuis 1983.

### Nationales
- Iran : jour des forces armées avec défilés.
- Zimbabwe (Union africaine) : fête de l'indépendance commémorant l'indépendance de ladite ex-Rhodésie vis-à-vis du Royaume-Uni en 1980.

### Saints des Églises chrétiennes

#### Saints des Églises catholiques et orthodoxes
Référencés ci-après in fine, :
- Anthuse († 811), moniale à Constantinople.
- Athanasie († 860), abbesse dans l'île d'Égine en Grèce.
- Aye de Mons († 714), épouse de saint Hidulphe puis moniale à Mons.
- Caloger de Brescia (it) (Calogero di Brescia, † 121 comme ci-avant), soldat martyr à Albenga en Ligurie (Italie du nord-ouest côtier).
- Cosmas († IXe siècle), évêque de Chalcédoine.
- Eleuthère (en) († 130), évêque, sa mère Anthie et Corèbe, martyrs à Messine.
- Eusèbe de Fano († 526), évêque de Fano, martyr à Ravenne par ordre de Théodoric.
- Jean l’Isaurien († 842), moine à Constantinople, disciple de Grégoire le Décapolite.
- Lasserian de Leighlin († 639), ermite dans l'île Sainte en Écosse.
- Naucrace († 848), moine.
- Parfait de Cordoue († 850), prêtre, martyr à Cordoue par la main de musulmans.
- Pusice († 341), martyr en Perse.
- Ursmer de Lobbes († 713), évêque abbé de l'abbaye de Lobbes.
- Vénustien († 311), proconsul, sa femme et ses enfants, martyrs à Todi.
- Wicterp d'Augsbourg († 749), évêque d'Augsbourg, abbé d'Ellwangen.

#### Saints et bienheureux des Églises catholiques
Référencés ci-après in fine :
- André Hibernon († 1602), bienheureux frère lai franciscain espagnol.
- André de Montereale (en) († 1479), bienheureux ermite de saint-Augustin italien.
- Gaudin († 1176), archevêque de Milan.
- Gébuin († 1082), archevêque de Lyon.
- Idesbald des Dunes († 1167), bienheureux moine 3e abbé cistercien à l'abbaye des Dunes.
- Jacques de Lodi († 1404), prêtre du Tiers-Ordre franciscain à Lodi.
- Joseph Moreau († 1794), bienheureux prêtre français martyr sous la Révolution française à Angers.
- Louis Leroy († 1961), bienheureux prêtre français martyr.
- Luca Passi († 1866), bienheureux prêtre italien fondateur des sœurs de sainte Dorothée.
- Marie de l'Incarnation († 1618), bienheureux mystique carmélite française.
- Romain Archutowski  († 1943), bienheureux prêtre polonais mort dans le camp d'extermination de Majdanek, béatifié en 1999[11].
- Savina Petrilli († 1923), bienheureuse religieuse italienne fondatrice des Sœurs des pauvres de sainte Catherine de Sienne.

#### Saints orthodoxes
aux dates parfois "juliennes" / orientales :
- Euthyme († 1435), illuminateur (évangélisateur) de la Carélie et de la Finlande.
- Jean de Joannina († 1526), martyr.
- Zosime († 1478), Zosime de Solovki, cofondateur du monastère de Solovki (voir la veille 17 avril).

### Prénoms du jour
Bonne fête aux Parfait .
Et aussi aux :
- Caloger, Calogero, Calocero, Caio, Gerry, Lillo ou Lillì, du grec καλόγερος (Kalòyeros) composé de καλός / kalós, «beau, bon » et de γέρος / géros, « vieux », et qui signifierait moine[réf. nécessaire].
- Aux Keveren,
- Ursmer et son variant Ursmar, etc. (voir à part les Ursule, Ursin etc.)

## Traditions et superstitions

### Dictons
- « La saint-Parfait, ne passe pas sans gelée. »[12]
- « Saint-Ursmar prend la dernière neige de l'an. »[13]

### Astrologie
- Signe du zodiaque : 29e jour du signe astrologique du Bélier.

## Toponymie
Les noms de plusieurs voies, places, sites ou édifices de pays ou de régions francophones contiennent cette date sous différentes graphies en référence à des événements survenus à cette même date : voir Dix-Huit-Avril .